# San Pietro di Cadore
San Pietro di Cadore (velenceiül San Piero de Cador) település Olaszországban, Veneto régióban, Belluno megyében. Lakosainak száma 1495 fő (2023. január 1.). San Pietro di Cadore Santo Stefano di Cadore, San Nicolò di Comelico, Obertilliach és Untertilliach községekkel határos.

## Népesség
A település lakossága az elmúlt években az alábbi módon változott:
| Lakosok száma | 1617 | 1601 | 1495 |
|               | 2017 | 2018 | 2023 |